# Circonscription de Hawke
 (signalé en mai 2025).
Si vous disposez d'ouvrages ou d'articles de référence ou si vous connaissez des sites web de qualité traitant du thème abordé ici, merci de compléter l'article en donnant les références utiles à sa vérifiabilité et en les liant à la section « Notes et références ».
- Archive Wikiwix
- Bing
- Cairn
- DuckDuckGo
- E. Universalis
- Gallica
- Google
- G. Books
- G. News
- G. Scholar
- Persée
- Qwant
- (zh) Baidu
- (ru) Yandex
- (wd) trouver des œuvres sur Wikidata

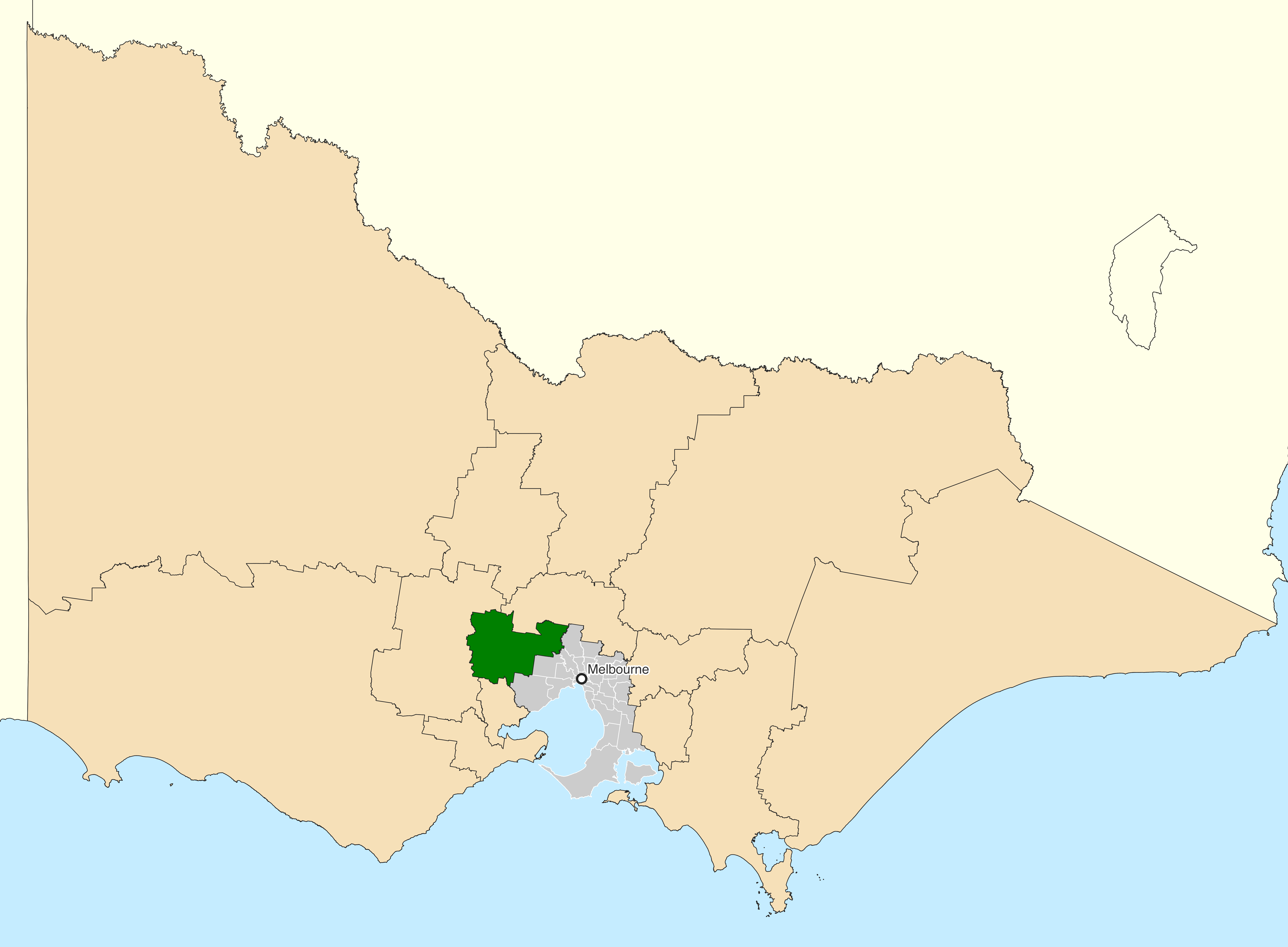
Localisation de Hawke en Victorie.

La circonscription de Hawke est une circonscription fédérale australienne en Victoria. Il a été créé en 2022. Il porte le nom de l'ancien Premier ministre Bob Hawke.

## Députés
| Image | Nom     | Parti        | Période de mandat |
| ----- | ------- | ------------ | ----------------- |
|       | Sam Rae | Travailliste | 2022–présent      |